# Antena de plasma

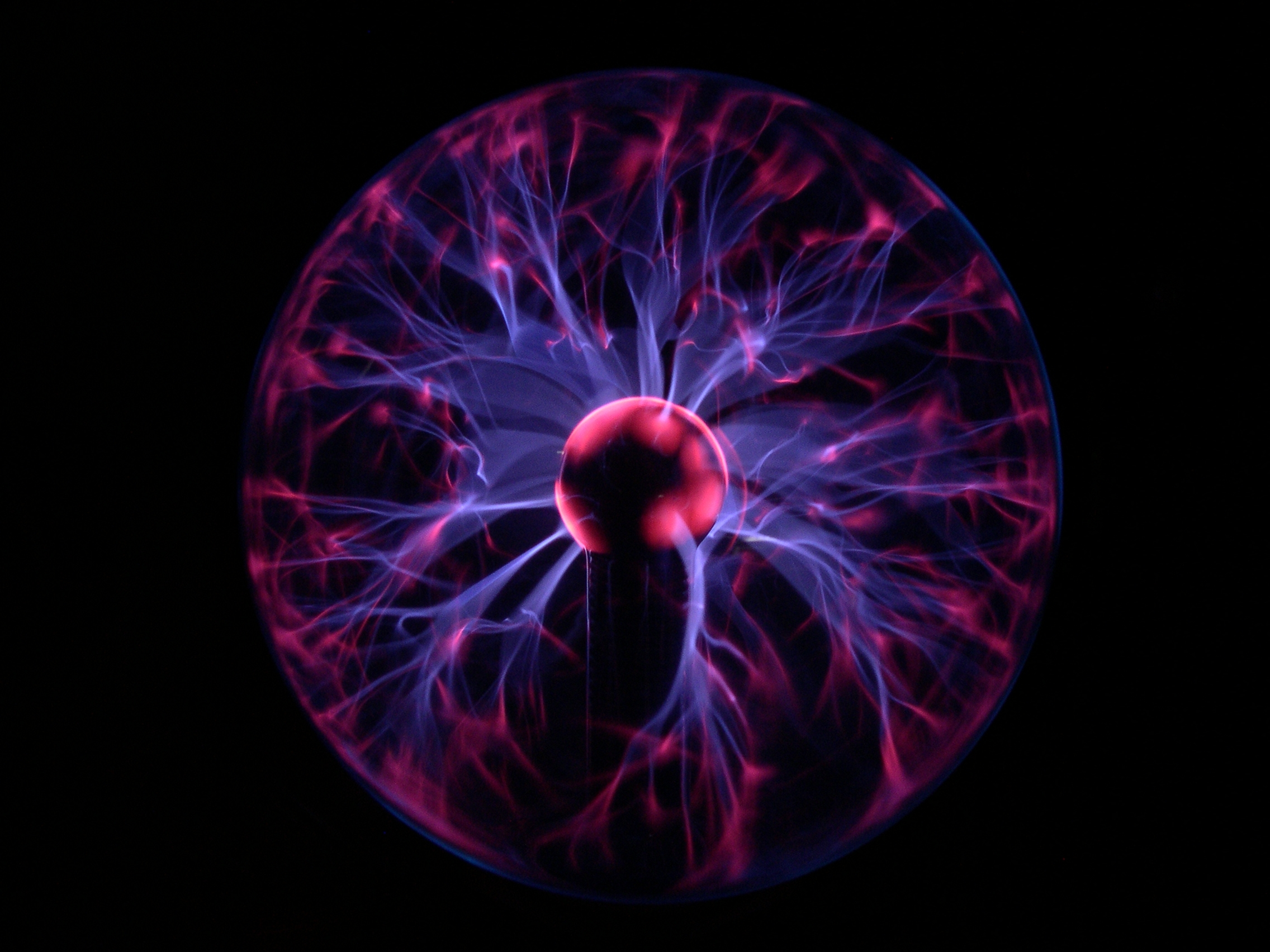
Fig.1 Exemple de plasma conduint electricitat

Una antena de plasma és un tipus d'antena de ràdio que està actualment en estat de desenvolupament i que està formada per plasma en comptes dels elements de materilas metàl·lics de les antenes tradicionals. Les antenes de plasma es poden emprar tant en recepció com en transmissió. Encara que no han trobat utilització pràctica fins darrerament, la idea no és nova i el concepte ja es va patentar el 1919 per J. Hettinger.

## Funcionament
La tecnologia de les primeres antenes de plasma utilitzava tubs de descàrrega que contenen el plasma o gas ionitzat. A diferència dels gasos, els plasmes presenten una conductivitat elèctrica elevada i, per tant, poden conduir senyals de radiofreqüència i conportar-se com una antema a l'hora de radiar o rebre ones electromagnètiques. El plasma també es pot emprar com a reflector o director d'aquestes ones de ràdio. Les antenes de plasma d'estat sòlid difereixen en el fet que el gas plasma està format per un núvol d'electrons ubicats en una matriu de milers de diodes en un IC de silici.

## Avantatges
Les antenes de plasma tenen nombrosos avantatges respecte les antenes de metall ː
- Tan aviat com el generador de plasma es desactiva, esdevé no conductiu i llavors és invidible als sistemes radar.
- Els diferents paràmetres d'una antena (freqüència, direcció, amplada de banda, guany) es poden sintonitzar i reconfigurar dinàmicament tot evitant la utilització de diverses antenes físiques.
- Sön resistents a mecanismes d'atac electrònic.
- Presenten menor soroll tèrmic i majors taxes de transferència de dades.